# Monneren
Monneren település Franciaországban, Moselle megyében. Lakosainak száma 401 fő (2022. január 1.). Monneren Kemplich, Kerling-lès-Sierck, Laumesfeld, Oudrenne, Saint-François-Lacroix és Veckring községekkel határos.

## Népesség
A település népességének változása:
| Lakosok száma | 329  | 278  | 309  | 394  | 386  | 411  | 420  | 410  | 407  | 401  |
|               | 1968 | 1982 | 1990 | 2006 | 2013 | 2015 | 2017 | 2019 | 2020 | 2022 |